# Alscheid
Alscheid (en luxemburguès: Alschent; en alemany: Alscheid) és una vila de la comuna de Kiischpelt  situada al districte de Diekirch del cantó de Wiltz. Està a uns 41 km de distància de la ciutat de Luxemburg.

## Història
Alscheid era una comuna i la seva capital fins al 17 d'abril 1914 quan el nom i la capital del municipi es van convertir en Kautenbach.